# Dorthe Nors
Dorthe Nors (née le 20 mai 1970 à Herning) est une écrivaine danoise. 

## Biographie
Dorthe Nors étudie l'histoire de l'art et la littérature nordique à l'Université d'Aarhus. Elle traduit des ouvrages norvégiens et suédois. 
En 2014, elle reçoit le Prix Per Olov Enquist pour son recueil de nouvelles Kantslag. En 2017, la traduction anglaise de Spejl, skulder, blink (Mirror, Shoulder, Signal) est finaliste du Prix international Man-Booker,. 

## Œuvres
- Soul : roman. København : Samleren, 2001
- Stormesteren : roman. København : Samleren, 2003
- Ann Lie : roman. København : Samleren, 2005
- Kantslag : noveller. København : Samleren, 2008
- Dage. Erzählung. København : Samleren, 2010
- Minna mangler et øvelokale : roman. København : Samleren, 2013
- Spejl, skulder, blink. Kopenhagen : Gyldendal, 2016

Traductions françaises
- Ceinture, Rétro, Clignotant[3],[4], traduit par Catherine Renaud, Delcourt littérature, Paris, 2018

## Littérature
- Isabel Berwick: Sur la route . Recension parue dans le Financial Times, 4. Mars 2017, p. 12